# Исидора Илић
Исидора Илић је филмска/видео уметница, писац и културна радница који живи и ради у Београду. Дипломирала је компаративну књижевност и теорију књижевности на Универзитету у Београду, похађала основне студије Женске и родне студије у Центру за женске студије у Београду и дипломирала на Школи филма при Академском филмском центру у Београду. 
Илићева је суоснивач и координатор Трансимаге платформе за политику покретних слика. Са Бошком Пространом сарађује као део уметничког дуа Доплгенгер , чија се пракса заснива на преиспитивању односа уметности и политике. Доплгенгерова дела налазе се у јавним збиркама и излагана су на самосталним и групним изложбама и на филмским/видео фестивалима у земљи и иностранству. Добитници су уметничких стипендија, награда филмских фестивала и Политике „Владислав Рибникар” и били су резиденцијални уметници.

## Уметнички дуоДоплгенгер
Како Исидора истиче њен први судар са системом уметности које као државни идеолошки апарат репродукује структуралне неједнакости био је пријемни испит за студије режије на Академији уметности у Новом Саду када ју је редитељ који је примао класу упитао „Колегинице, како мислите да се носите са режијом као мушком професијом?” Њено како сама каже наивно и младалачки несвесно поимање уметности, било је последица доминантог дискурса југословенства и реторике која је формирала генерације, и није знало за мушке и женске професије, још мање за мушке и женске уметности. Овакво поимање генерисало је њен однос спрам система (уметности) и обележило је њену праксу, померајући интересовања ка оним што је маргинално и што деконструише доминантне узусе: аматерски приступ наспрам експертског знања, истраживачке методе у уметности, рад са одбаченим сликама и архивским материјалом наспрам још нових и упегланих 8К покретних слика, експериментална филмска конструкција наспрам неприкосновености документарне „истине”, колективно стварање насупрот индивидуалном ауторству. 
Уметнички дуо Доплгенгер, који чине Бошко Простран и Исидора Илић преставља филмско самообразовање започето у Академском кино-клубу, једном од најстаријих југословенских аматерских кино-клубова. Тај процес је био обележен колективним радом и експериментом. Доплгенгер се ангажује као филмски/видео уметник, истраживач, писац и кустос. Доплгенгеров рад се бави односом уметности и политике истражујући режиме покретних слика и начине њихове перцепције. Ослањају се на традицију експерименталног и авангардног филма, а кроз неке од радњи ових традиција интервенишу на постојеће медијске производе или раде у проширеним биоскопским формама. Иако је њихов главни медиј покретна слика, њихов рад се реализује кроз текст, инсталације, перформансе, предавања и дискусије. Сви ови медији се третирају у својој материјалности и у односу на друге медије и као носиоци значењских структура кроз које се структурира друштвена и политичка стварност. Доплгенгер је оснивач Трансимаге платформе за политику покретних слика у Београду, где су од 2013. године курирали низ пројекција и радионица, културних пројеката и публикација. 
„Доплгенгер је српска транскрипција за Доппелгангер, немачку реч која је уобичајени књижевни израз за уобичајени феномен двојника и која дословно значи „двоструки пролазник“. Доппелгангер је странац, аутсајдер, друштвени девијант, свако чије је порекло непознато или ко има изузетне моћи, тежи да буде издвојен као зао. Двојник се дефинише као зло управо због своје разлике и могућег ремећења познатог и познатог. Дефинише простор изван доминантног система вредности. На тај начин двојник прати неизречено и невидљиво културе: оно што је прећутано, учињено невидљивим, учињено „одсутним“. Она прети да распусти доминантне структуре, указује на или сугерише основу на којој почива културни поредак – уједињену индивидуу”.

## Групне изложбе и филмски фестивали (избор)
- 2011 - Изложба уметника у резиденцији ¾, Галерија „АrtPoint”[3], Беч, Аустрија
- 2012 - 15. Бијенале уметности Панчево, Галерија савремене уметности Панчева, Србија | Кустоси Анета Стојнић и Никола Дедић
- 2013 - ВИДЕОЕКС – Међународни фестивал експерименталног филма и видеа, Цирих, Швајцарска
- 2014 - Каиро видео фестивал, Каиро, Египат
- 2015 - Међународни филмски фестивал у Сијетлу, Сијетл, САД
- 2016 - Апстрактни социјализам, Fundacio Antoni Tapies[4], Барселона, Шпанија | Кустос Ориол Фонтдевила
- 2017 - ВИДЕОНАЛЕ.16, Кunstmuseum Bonn [5], Немачка
- 2018 - Међународни фестивал експерименталног филма у Истанбулу
- 2019 - Анонимни је одговор, Народна галерија Македоније[6], Скопље | Кустос: Ивана Васева[7]
- 2020 - Пролећна изложбе – „Где будућност почиње?“, Уметнички павиљон „Цвијет СРБИЈА“, Београд,
- 2021 - Клизање на танком леду новог дана, Арс Пори Мегасторе, Финска | Кустос: Фарбод Факхарзадех
- 2022 - МЛЕЧНИ ПУТ уметност, време, простор, Музеј савремене уметности Војводине, Нови Сад | Куратор: др Сања Којић Младенов
- 2023 - (Не)видљиве жене, Групна изложба, 21. Фестивал првих КИЦ Загреб,
- 2024 - Кратки уторак: Кино правда институт представља, КИЦ, Загреб, Хрватска

## Награде
- Међународни филмски фестивал Порука човеку 2019, Санкт Петербург, Русија: Диплома за другарицу
- 2016. Награда Политике за најбољу изложбу у 2015. години у Србији
- 2008 Алтернативни филм-видео фестивал, Београд, Србија: Награда за значајно достигнуће
- 2006 Међународни филмски фестивал ОСФАФ, Скопље: Награда за најбољу глумицу за Можда једног дана
- 2004 Алтернативни филм-видео фестивал, Београд, Србија: Награда за значајно достигнуће за можда један дан